# Indiana Jones and the Great Circle
Indiana Jones and the Great Circle (в официальной русской локализации — «Индиана Джонс и великий круг») — компьютерная игра в жанре action-adventure, разработанная студией MachineGames в сотрудничестве с Lucasfilm Games и выпущенная компанией Bethesda Softworks. Основана на франшизе «Индиана Джонс». Релиз игры состоялся на 9 декабря 2024 года для Windows и Xbox Series X/S, выход версии для PlayStation 5 состоялся 17 апреля 2025 года.

## Сюжет
У игры оригинальный сюжет. Действие игры происходит в 1937 году между событиями, показанными в первом фильме «Индиана Джонс: В поисках утраченного ковчега», и событиями третьего фильма «Индиана Джонс и последний крестовый поход». Как и в фильмах, события происходят до начала Второй мировой войны. В игре представлены три страны «оси» (нацистская Германия, фашистская Италия и Японская империя), выступающие в роли антагонистов.
После кражи артефакта из колледжа «Маршалл» археолог Индиана Джонс отправляется в Ватикан для расследования. Он выясняет, что различные святые места по всему земному шару располагаются в виде круга. Помимо Рима это храмы Сукотаи в Таиланде, египетские пирамиды на плато Гиза, снежные Гималаи. Во время путешествий Джонса сопровождает репортёр Джина Ломбарди. Они вместе противостоят Эммериху Фоссу, который использует против своих врагов психологические манипуляции.

## Игровой процесс
Indiana Jones and the Great Circle — это игра в жанре action-adventure, но также содержит элементы стилей других игровых жанров. Можно проходить игру в стиле стелс либо вступать в открытые бои с соперниками. Также в игре множество головоломок, в основном опциональных. Кнут Индианы Джонса может использоваться в бою, а также для прохождения некоторых препятствий. Игровой процесс идёт с видом от первого лица, но переключается на вид от третьего лица в некоторых игровых сценах.

## Разработка
В январе 2021 года компании Lucasfilm Games и Bethesda Softworks анонсировали планы по созданию игры, основанной на франшизе «Индиана Джонс».
18 января 2024 года было объявлено название игры и презентован трейлер с игровым процессом.

## Релиз
Indiana Jones and the Great Circle была издана 9 декабря 2024 года для платформ Windows и Xbox Series X/S, выход версии для PlayStation 5 состоялся 17 апреля 2025 года.

## Критика
| Сводный рейтинг       | Сводный рейтинг                        |
| Агрегатор             | Оценка                                 |
| --------------------- | -------------------------------------- |
| Metacritic            | 87/100 (PC) 86/100 (XSXS) 88/100 (PS5) |
| OpenCritic            | 87/100                                 |
| «Критиканство»        | 85/100                                 |
| Иноязычные издания    |                                        |
| Издание               | Оценка                                 |
| 4Players              | 7,5/10                                 |
| Destructoid           | 8/10                                   |
| Edge                  | 8/10                                   |
| Eurogamer             | [ 25 ]                                 |
| GameSpot              | 9/10                                   |
| GamesRadar+           | [ 27 ]                                 |
| GameStar              | 86/100                                 |
| Hardcore Gamer        | 4/5                                    |
| IGN                   | 9/10                                   |
| Jeuxvideo.com         | 16/20                                  |
| NME                   | [ 32 ]                                 |
| PCGamesN              | 9/10                                   |
| PC Gamer (US)         | 86/100                                 |
| Push Square           | 8/10                                   |
| Shacknews             | 9/10                                   |
| The Guardian          | [ 37 ]                                 |
| VG247                 | [ 38 ]                                 |
| VideoGamer            | 9/10                                   |
| Video Games Chronicle | [ 40 ]                                 |
| Русскоязычные издания |                                        |
| Издание               | Оценка                                 |
| 3DNews                | 8,5/10                                 |
| GameMAG.ru            | 8/10                                   |
| PlayGround.ru         | 8,5/10                                 |
| Riot Pixels           | 90 %                                   |
| StopGame.ru           | «Похвально»                            |
| «Игромания»           | 9/10                                   |

Игра получила в основном положительные оценки. Такие сайты как GamingBolt, Associated Press, The Guardian включили игру в список лучших игр 2024 года, а Eurogamer назвал игру лучшей в 2024 году. Российские издания «Игромания», «Мир фантастики» и PlayGround.ru также выбрали Indiana Jones and the Great Circle лучшей игрой 2024 года.